# GS1 EDI
GS1 EDI là một bộ tiêu chuẩn nhắn tin điện tử toàn cầu cho các tài liệu kinh doanh được sử dụng trong Trao đổi dữ liệu điện tử (EDI).  Các tiêu chuẩn được phát triển và duy trì bởi GS1.  GS1 EDI là một phần của hệ thống GS1 tổng thể, được tích hợp hoàn toàn với các tiêu chuẩn GS1 khác, làm tăng tốc độ và độ chính xác của chuỗi cung ứng.  Ví dụ về các tiêu chuẩn GS1 EDI  bao gồm các thông báo như: Đặt hàng, Tư vấn gửi hàng (Thông báo vận chuyển), Hóa đơn, Hướng dẫn vận chuyển, v.v.  Việc phát triển và duy trì tất cả các tiêu chuẩn GS1 dựa trên một quy trình nghiêm ngặt được gọi là Quy trình quản lý tiêu chuẩn toàn cầu (GSMP).  GS1 phát triển các tiêu chuẩn chuỗi cung ứng toàn cầu hợp tác với các ngành sử dụng chúng.  Bất kỳ tổ chức có thể gửi yêu cầu sửa đổi tiêu chuẩn.  Các bản phát hành bảo trì của các tiêu chuẩn GS1 EDI thường được xuất bản hai năm một lần, trong khi danh sách mã có thể được cập nhật tối đa 4 lần một năm.

## Tiêu chuẩn
GS1 đã phát triển các bộ tiêu chuẩn EDI bổ sung sau:
- GS1 EANCOM [4][5][6] - một tập hợp con của UN / EDIFACT, bao gồm một bộ các tiêu chuẩn, thư mục và hướng dẫn của Liên Hợp Quốc về EDI.  EANCOM hoàn toàn tuân thủ UN / EDIFACT.
- GS1 XML [7][8][9] - một bộ tin nhắn điện tử GS1 được phát triển bằng XML, một ngôn ngữ được thiết kế để trao đổi thông tin qua internet.  GS1 XML dựa trên Đặc tả kỹ thuật thành phần lõi (CCTS) của UN / CEFACT và Phương pháp mô hình hóa UN / CEFACT (UMM).
- GS1 UN / XML [10] - GS1 cũng đã phát triển các cấu hình riêng của bốn tiêu chuẩn XML UN / CEFACT (Đặt hàng chéo, Trả lời đơn hàng, Tư vấn hóa đơn và gửi hàng), tuân thủ hoàn toàn với UN / XML.

Các nhóm tiêu chuẩn này đang được triển khai song song bởi nhiều người dùng khác nhau, GS1 hỗ trợ và duy trì tất cả các tiêu chuẩn đó.  Các tiêu chuẩn GS1 EDI được thiết kế để hoạt động cùng với các tiêu chuẩn GS1 khác để nhận dạng và ghi nhãn hàng hóa, địa điểm, các bên và gói hàng.  Điều này có nghĩa là các luồng thông tin và sản phẩm có thể được kết hợp để cung cấp cho doanh nghiệp công cụ cho phép truy xuất nguồn gốc, khả năng hiển thị và an toàn.  Trong EDI, điều cần thiết là xác định rõ ràng các sản phẩm, dịch vụ và các bên liên quan đến giao dịch.  Trong các thông báo tiêu chuẩn GS1 EDI, mỗi sản phẩm, bữa tiệc và địa điểm được xác định bằng khóa nhận dạng GS1 duy nhất, vd:
- sản phẩm theo Số thương phẩm toàn cầu (GTIN)
- các bên, chẳng hạn như người mua, người bán và bất kỳ bên thứ ba nào liên quan đến giao dịch cũng như địa điểm theo Số vị trí toàn cầu (GLN)
- đơn vị hậu cần bằng Mã vận chuyển nối tiếp (SSCC)
- các khóa ID GS1 khác, được sử dụng, ví dụ như nhận dạng lô hàng và ký gửi

Sử dụng Khóa ID GS1 cho phép căn chỉnh dữ liệu chính giữa các đối tác giao dịch trước khi bất kỳ giao dịch giao dịch nào diễn ra.  Điều này đảm bảo chất lượng dữ liệu, loại bỏ lỗi và loại bỏ nhu cầu gửi thông tin dư thừa trong tin nhắn điện tử (như thông số kỹ thuật của sản phẩm, địa chỉ bên, v.v.).

## Phối hợp với các tổ chức tiêu chuẩn toàn cầu khác và các hiệp hội ngành
Các tiêu chuẩn GS1 EDI được phát triển dựa trên các tiêu chuẩn toàn cầu khác, như:
- ISO - ví dụ: danh sách mã sử dụng lại
- UN / CEFACT - áp dụng các phương pháp toàn cầu, EDIFACT là cơ sở cho tiêu chuẩn GS1 EANCOM
- W3C - Cú pháp XML

Các công ty người dùng có liên quan đến việc phát triển các tiêu chuẩn GS1, trực tiếp hoặc thông qua các hiệp hội ngành, như Diễn đàn Hàng tiêu dùng.

## Thực hiện tiêu chuẩn GS1 EDI
Các tiêu chuẩn GS1 EDI được sử dụng trên toàn cầu bởi các công ty và tổ chức thuộc các lĩnh vực khác nhau và được áp dụng trong các quy trình khác nhau như Bán lẻ và hạ nguồn, Quản lý kho và vận chuyển, Chăm sóc sức khỏe, Quốc phòng, Tài chính, Bao bì (hợp tác phát triển tác phẩm nghệ thuật), Xử lý tiền mặt, hành chính công  và nhiều hơn nữa.